# ゴジラ伝説
『ゴジラ伝説』（ゴジラでんせつ、英語: GODZILLA LEGEND）は、東宝特撮のトリビュート・コンピレーション・アルバムである。レコードレーベルはキングレコードおよびBRIDGE。
ゴジラシリーズ（『ゴジラ』、『キングコング対ゴジラ』、『怪獣総進撃』など）や『モスラ』といった東宝特撮の主だった作品のほか、それら以外の作品（『緯度0大作戦』、『フランケンシュタイン対地底怪獣』、『妖星ゴラス』、『宇宙大怪獣ドゴラ』など）まで満遍なく選出されている。それら東宝特撮の作曲を数多く手がけた伊福部昭にちなみ、アニメーション映画の『わんぱく王子の大蛇退治』なども含まれている。
内容的には当時ヒカシューに在籍していた井上誠のアナログシンセサイザーによる編曲が最大の特徴で、ヒカシューからは他にも巻上公一、坂出雅海、泉水敏郎、谷口勝、三田超人が制作に加わった。BGMだけでなく歌唱曲も収録されており、ボーカルにザ・リリーズ、コーラスには戸川純、高木完らのほか、開田裕治、破李拳竜、和田慎二、みうらじゅんといった面々が参加している。
音楽盤以外にも、映画の名場面と組み合わせたミュージック・ビデオ形式のβやVHS、LDが発売されたほか、各地にてライブが行われている。

## 概要
1983年にLP盤で3作（特典ポスター付き）、1986年に未発表の4曲を加えて再編集され、「CHRONOLOGY」と銘打たれてCD2枚が発売された。1991年には再構成し、新曲を加えた3枚組CD-BOXとして発売。さらに2014年にCD-BOXが再発された際は、さらなる構成の変更が加えられたほか、新録音のディスクが追加され、全4枚のCD-BOXとして発売されている。2017年には「ゴジラ伝説V」が発売された。
『I』は井上誠のソロ・アルバムだが、『II』以降はヒカシューのメンバーが多数参加しており、実質的にヒカシューのアルバムの一つとなっている。また、本作では伊福部昭が作曲した音楽が多くを占めているが、巻上公一は「伊福部の土着的な音楽は、自分（巻上）たちが今まで聴いてきたものを作品に反映させたような、世間ではあまり相手にされていないようなものを取り上げていた頃の雰囲気とつながっていたと思う」と述べている。また、出来上がったアルバムについて、高木完は「ニュー・ウェイヴとハードロックに違和感があったが、この中では両方が巧く合わさっている」、上野耕路は「伊福部の音楽はプログレよりも、圧倒的にパンク、ニュー・ウェイヴの方が合っている」としている。
ディスクジャケットは開田裕治が担当し、『I』は高層ビルのガラス窓に反射するゴジラの全身、『II』は海面を進む轟天号、『III』はゴジラの顔面のアップ、『IV』はゴジラの目と、その瞳に映る炎上した東京スカイツリー周辺の光景、『V』では『モスラ対ゴジラ』のワンシーンを描きおろしている。
VHSとベータマックスでは「夢の王国見聞録 ゴジラ伝説」、またVHSとレーザーディスクでは「ゴジラ伝説 SF怪獣シンセサウンド」として映像と組み合わせた商品も発売された。「ゴジラ伝説 SF怪獣シンセサウンド」は、2005年に発売された「GODZILLA FINAL BOX」の特典ディスク「ゴジラ スペシャル・アーカイブス DISC-2」に再収録されている。
また、ヒカシューにより1984年から本作を演奏するライブが行われている。

## 作品背景
巻上公一によれば、井上誠はメロトロンに怪獣の鳴き声を入れ、1978年のヒカシュー初コンサートではそれを流したことが発端で「モスラの歌」を演奏したというエピソードがあるように、ヒカシュー結成時点で作品の構想はあったという。井上によるデモテープがキングレコードのスタッフの目にとまり、同社から正式に発売されることになった。
1983年にキングレコードから『ゴジラ伝説』が発売されたが、竹内博は「軽すぎて拍子抜けした」と批判し、西脇博光は「別の曲は良いものもあった」として、賛否は分かれた。この批評が、後の作品制作のモチベーションとなった。
その年の7月、続編製作の話が持ち上がるが、『I』で（当時発表されていた）ゴジラシリーズのテーマ曲をほぼ使用し尽していたため、「ゴジラシリーズ以外の特撮から選んでもいいか」と訪ねたところ、ディレクターからは「ゴジラだけでなく東宝特撮以外でもいい」との返事があったため、選択肢を増やしてレコード3枚分を選び、さらに1枚分に収まるように曲の取捨選択と合成などの編集を重ねて、翌1984年『ゴジラ伝説II』として発売された。タイトルには『ゴジラ』が入っているが、最終的に選ばれた作品は、すべてゴジラシリーズ以外の作品となっている。
『ゴジラ伝説III』の制作は1984年春ごろに始まったが、メンバーが多忙だったため製作は進まず、また元の曲の雰囲気をシンセサイザーでどう表現するかで行き詰まり、選曲も難航した。最終的には予定より1か月遅れ、『ゴジラ』の公開直前となる1984年12月5日に発売された。
その後、1986年9月5日に3枚を再編集、新曲の4曲を追加して『ゴジラ伝説 CHRONOLOGY・1』『ゴジラ伝説 CHRONOLOGY・2』として単品発売された。この作品では映画のタイトルをそのまま曲名として使用し、映画の発表年代順に並べ替えているが、編集の都合で演奏途中で不自然に切れている部分がある。
1991年11月5日には、全3枚にボーナストラックを追加して復刻した『ゴジラ伝説BOX』（初回のみ収納BOX付き）が発売されたが、販売終了後は入手困難となる。
2014年6月、『ゴジラ伝説BOX』が、新たに『ゴジラ伝説IV』を加えた全4枚組で再発売されることになった。『I』から『III』については、アナログ録音の原盤にデジタルリマスターを施し、曲順を変えて再構成。『IV』はインディーズでアニメや特撮音楽の合唱曲を発表している不気味社が参加し、彼らが発表した『豪快なゴジラ伝説』の音源を元に、ドラムや合唱パートが新たに録音された。また、平成ゴジラシリーズ作品も収録されている。商品は同年10月3日に、BRIDGEより発売された。CDは紙ケースに封入され、ブックレットの「ゴジラ伝説全史」とともにクリアケースに収納されている。
2017年9月20日に完全新作の『ゴジラ伝説V』が発売された。

## ディスコグラフィ

### LP
『ゴジラ伝説』
1983年4月5日発売 レーベル：キングレコード 品番：K28G-7110
『ゴジラ伝説II』
1984年1月10日発売 レーベル：キングレコード 品番：K28G-7171
『ゴジラ伝説III』
1984年12月5日発売 レーベル：キングレコード 品番：K28G-7225

### CD
『ゴジラ伝説 CHRONOLOGY・1』
1986年9月5日発売 レーベル：キングレコード 品番：K32X-7032
『ゴジラ伝説 CHRONOLOGY・2』
1986年9月5日発売 レーベル：キングレコード 品番：K32X-7033
『ゴジラ伝説BOX』
1991年11月5日発売 レーベル：スターチャイルド 品番：KICA-72〜4
『ゴジラ伝説』（2014年発売版）
2014年10月6日発売 レーベル：BRIDGE 品番：BRIDGE175〜178
『ゴジラ伝説 Ⅴ』
2017年9月20日発売 レーベル：キングレコード 品番：KICC-1386

### 映像作品
『ゴジラ伝説 夢の王国見聞録』
ベータマックス 1984年発売/VHS 品番：TK0341 東宝 45分
『ゴジラファンタジー SF交響ファンタジー/ゴジラ伝説 夢の王国見聞録 SF怪獣・シンセサウンド』
レーザーディスク 1986年7月21日発売 品番：TLL-2055/VHS 1990年12月1日発売 品番：TA-4141 東宝 90分
『SF交響ファンタジー』と『ゴジラ伝説』に映像をつけたもの。

## 演奏者
※『ゴジラ伝説BOX』（2014年版）のもの。強調した人物はヒカシューのメンバー
- シンセサイザープログラミング：井上誠(I・II・III・IV)
- ドラム&パーカッション：高木利夫(I・II・III)、友田真吾(II・III)、泉水敏郎(II)、谷口勝(III)
- ハイリーズドラム：友田真吾(IV)
- エレクトリックベース：沖山優司(I・II・III)、坂出雅海(II・III)、渡辺等(II)、
- エレクトリック・ギター：鈴木賢司(I)、 立花ハジメ(II)、海琳正道[注釈 7](II)
- エレクトリックハープ：上野耕路
- ピアノ：上野耕路(II)
- サックス：ジミー中山(II)、矢口博康(II)
- シタール&タブラ：若林忠宏(III)
- ボーカル：ザ・リリーズ(III)、高畑和美(III)、巻上公一(III)・八尋史(IV)
- コーラス：戸川純、巻上公一、三琳正道[注釈 7]、高木完、坂本ミツワ[注釈 8]、岩本エスオ[注釈 9]、開田裕治、菊地優子、不気味社(IV)ほか[注釈 10]
- 「俺ら宇宙のパイロット」コーラス：破李拳竜、和田慎二[注釈 11]、みうらじゅん

## 制作スタッフ
※『ゴジラ伝説BOX』（2014年版）のもの
- 編曲：井上誠(I・II・III・IV)
- ディレクター：藤田純二(I・II・III)、岩瀬政雄(I・II・III)、井上誠(IV)
- レコーディング・エンジニア：柄沢喜一(I・II)、鈴木孝一(II・III)、辻 裕之(III)
- アシスタントエンジニア：須賀孝男(I・II・III)
- ジャケットイラスト：開田裕治(I・II・III・IV)
- デザイン：宇根秀訓(I)、坂口和澄(II)
- 編集：野々村文宏(III)
- 録音：井上誠(IV)・八尋健生(IV)
- ミキシング：近藤祥(IV)・井上誠(IV)
- マスタリング：森崎雅人(IV)